# Dorpats krets

Dorpats krets läge i guvernementet Livland.

Dorpats krets (estniska: Tartu kreis, tyska: Dörptsche Kreis, ryska: Юрьевский уезд, Дерптский уезд), var en av nio kretsar som guvernementet Livland i Kejsardömet Ryssland var indelat i. Den var belägen i den nordöstra delen av guvernementet, ett område som idag utgör en del av östra Estland. Huvudort var Tartu (tyska: Dorpat).
Området motsvarar det nuvarande landskapet Tartumaa, större delen av  Jõgevamaa, delar av Põlvamaa och Valgamaa samt en mindre del av Ida-Virumaa.

## Socknar
- Kambja socken
- Kodavere socken
- Kursi socken
- Laiuse socken
- Maarja-Magdaleena socken
- Nõo socken
- Otepää socken
- Palamuse socken
- Puhja socken
- Rannu socken
- Rõngu socken
- Sangaste socken
- Tartu-Maarja socken
- Torma socken
- Võnnu socken
- Äksi socken